# ژرار ورتیمر
ژرار ورتیمر (فرانسوی: Gérard Wertheimer‎) (زادهٔ ۱۹۵۰) کارآفرین، سرمایه‌دار، بازرگان و مدیر ارشد اجرایی فرانسوی است، که به همراه برادرش آلن ورتیمر، (به آلمانی، ورتهایمر) مالکین اصلی شرکت شنل اس. ای. بشمار می‌آیند. خانواده ورتهایمر، یهودی های آلمانی تبار هستند.